# Новые времена (фильм)
«Новые времена» (англ. Modern Times, другое название — The Masses) — трагикомедия Чарли Чаплина, снятая в 1936 году и повествующая о злоключениях Маленького Бродяги, пытающегося выжить в новом индустриальном обществе во времена Великой депрессии. Премьера 5 февраля 1936 года.
Фильм был признан[кем?] одной из самых лучших картин Чаплина. В 1989 году фильм был отобран для сохранения в Национальном реестре фильмов США.

## Сюжет
Фильм «о промышленности, о личном промысле, о походе человечества за счастьем» начинается с параллели между нервной суетой, тупостью, необученностью стада баранов и толпы рабочих и служащих.
Бродяга старательно и честно работает на очень современной и чистой корпорации, где в его обязанности входит непосильно быстро закручивать гайки на проходящих по конвейеру деталях. Президент корпорации непрерывно следит лишь за соблюдением всеми максимальной скорости работы, не заботясь ни об обучении рабочих, ни об облегчении тяжёлого труда. Рабочий день Бродяги выдался тяжёлым: сначала на нём испытали нелепую машину для кормления, и он пострадал от её поломки, потом президент корпорации потребовал увеличить и без того непомерную скорость конвейера, из-за чего Бродягу затянуло внутрь огромного механизма. В результате у Бродяги произошёл нервный срыв.
После успешного лечения в психиатрической больнице, уволенный Бродяга по нелепому стечению обстоятельств попал в тюрьму как зачинщик пролетарской демонстрации. В тюрьме Бродяга случайно или ловко избегает неприятностей с зэками и случайно же предотвращает их побег, за что его перевели на приятные условия заключения в отдельной камере и вскоре освободили. Но на воле, даже несмотря на рекомендательное письмо от шерифа, Бродяге попадаются лишь виды службы, к которым у него нет способностей, и он решает вернуться в тюрьму.
В это же время в жизни Бродяги появляется девушка. Она ловкая, весёлая и необразованная, выросла без матери, сама заботясь о себе и о маленьких сестрёнках. Её отца сначала уволили с работы во время Великой депрессии, а позже и вовсе убили во время рабочей стачки. Девушка попыталась украсть батон хлеба, Бродяга хотел взять её вину на себя, чтобы вернуться в тюрьму, но это ему не удалось. Девушку арестовали. Тем временем Бродяга заказал в столовой изобильнейший обед, чтобы не заплатив за него быть арестованным. Затем во время ареста, в ближайшем магазине, прямо на глазах у продавца, украл пачку сигарет. Так Бродяга и девушка оказались вместе в патрульной машине. По пути в полицейский участок машина попала в аварию, и Бродяга поддался на уговоры девушки убежать.
Скрывшись от полиции, оба мечтают купить себе дом, «даже если придётся работать». Подворачивается работа ночным сторожем в многоэтажном универмаге. Приступив к дежурству, Бродяга тайком провёл девушку в магазин, накормил её пирожными в буфете, развлёк катанием на роликах и уложил спать в богатой кровати. Ночью в магазин проникли трое голодных вооружённых безработных, оказавшихся бывшими коллегами Бродяги по конвейеру. Узнав старого знакомого, грабители напились в винном отделе универмага, насильно напоили сторожа, и наутро Бродяга снова попал в кутузку на 10 суток.
Девушка встретила Бродягу у выхода из тюрьмы радостной новостью: ей удалось найти для них жильё — старый разваливающийся сарай. Пожив в сарае, Бродяга узнаёт, что Великая депрессия закончилась, и ему удаётся снова устроиться на завод. Но в первый же день, когда Бродяга неумело помогал мастеру налаживать гигантский станок, на заводе была объявлена забастовка, из-за которой миролюбивый Бродяга вновь случайно попал в тюрьму.
Пока Бродяга сидел в тюрьме, девушка устроилась танцовщицей в ресторане, и когда Бродяга вышел на свободу, устроила туда же и его — официантом. Официант из Бродяги не лучше, чем заводской рабочий, механик или ночной сторож, но зато он хорошо поёт и танцует. Несмотря на то, что во время своего первого выступления Бродяга забыл слова и потерял шпаргалку, он смог экспромтом спеть как будто бы на иностранном языке. Зрители бурно аплодировали ему и вызывали на бис. Наконец-то Бродяга нашёл своё призвание, и хозяин ресторана нанимает его на постоянную работу. Однако благополучие тут же рушится — полиция схватила девушку, так как она несовершеннолетняя и живёт без родителей. Не желая попадать в сиротский приют, девушка снова убегает от полиции вместе с Бродягой. Поддавшись мимолётному отчаянию из-за упущенной мечты о собственном нормальном доме и о сытой жизни, наутро маленькие люди, девушка и Бродяга, укрепили свои сердца надеждой, улыбкой, и, взявшись за руки, пошли по пустынному утреннему шоссе к своей новой счастливой жизни.

## В ролях
- Чарли Чаплин — Бродяга
- Полетт Годдар — Девушка
- Генри Бергман — хозяин ресторана
- Тайни Сэндфорд — Большой Билл, рабочий на конвейере
- Честер Конклин — механик
- Стэнли Блайстоун — отец девушки
- Аллан Гарсия — президент корпорации «Электро Стил»
- Хэнк Мэнн — грабитель
- Ричард Александер — сокамерник Бродяги
- Сесил Рейнольдс — тюремный священник
- Хейни Конклин — рабочий на конвейере (в титрах не указан)

## Создание фильма
Производство фильма началось в сентябре 1933 года, а завершилось 12 января 1936 года. Премьера состоялась 5 февраля 1936 года в Нью-Йорке. Сначала фильм был задуман звуковым, написаны диалоги, но Чаплин так и не смог представить себе говорящего Бродягу. И сомневался насчёт дубляжа для заграничного проката. Бродяга, как персонаж немого кино, яснее говорил на языке пантомимы. В конце концов Чаплин оставил попытки сделать звуковой фильм и завершил «Новые времена» в стиле немого кино с редкими диалогами. Это было возможно лишь потому, что Чаплин сам оплачивал свои фильмы, сам монтировал, сам контролировал весь процесс. Его метод работы предполагал множество проб, ошибок, пересъёмок в поисках сначала идей, потом совершенства.
В конце фильма Маленький Бродяга выходит, чтобы спеть песню. Он не помнит слов песни, и текст записывают на его манжетах. Во время музыкального выступления Бродяга теряет манжеты и поёт песню, состоящую из смеси слов, похожих на итальянские и французские слова. Так кинозрители впервые услышали голос Бродяги в предпоследнем фильме с его участием.
О сюжете Чаплин в своей автобиографии написал так:

Мне вспомнился также один разговор с умным молодым репортёром газеты New York World. Услышав, что я собираюсь посетить Детройт, он рассказал мне о конвейерной системе — страшную историю о том, как крупная промышленность сманивает здоровых молодых фермеров, которые после четырёх-пяти лет работы на конвейере заболевают нервным расстройством.

Сначала фильм был снят с грустным концом: Бродяга в психушке, Девчушка в монашках, разлука навсегда. Чаплин снимал свой фильм о поисках пути двумя маленькими живыми людьми среди громадного бездушного мира машин и среди отупелых людей, подчинённых неосмысленным правилам и договорённостям. Страдания и задиристую полуобречённую смелость маленького человека воплощал персонаж Маленького Бродяги на протяжении его киносуществования. Но в итоге Чаплин поддался на оптимизм возрождения экономики после Депрессии, на собственные попытки понять логику развития цивилизаций. Он решил, что критиковать промышленность — лишь полдела, нужно конструктивное решение в виде человечности, которая приведёт к справедливости в добровольных договорных трудовых отношениях, к разумности в выборе профессий подходящих способностям каждого. Такая логика утвердила Чаплина в вере в превосходство маленькой жизни над даже самой большой и самой механизированной тупостью. И фильм был смонтирован с хорошей концовкой. Как конкретно прогресс прекратит безработицу и как он будет поставлен на службу живых и душевных людей, Чаплин не знал, но закончил фильм уверенными словами: «мы выкрутимся».

## Премьеры
- — 5 февраля 1936 года состоялась мировая премьера фильма в Нью-Йорке.
- — европейская премьера фильма состоялась в 11 февраля 1936 года в Лондоне.
- — с 25 февраля 1936 года фильм демонстрировался на всей территории Соединённых Штатов[1].
- — фильм демонстрировался в советском кинопрокате с 13 июля 1936 года[комм. 1][4].

## Процесс по обвинению в плагиате
В нацистской Германии фильм был запрещен цензурой, а Йозеф Геббельс приказал своему представителю в Париже возбудить против Чаплина дело по обвинению в плагиате. В 1933 году гитлеровский министр пропаганды взял на себя управление немецкими кинематографическими трестами. Одна из парижских студий была заграничным филиалом немецкой кинокомпании «Тобис». Эта компания выпустила в 1932 году, то есть ещё до нацистского переворота фильм Рене Клера «Свободу — нам», в котором были затронуты проблемы безработицы и механизации труда. Несмотря на то, что Клер был режиссёром и сценаристом фильма, по закону авторских прав на свой фильм он не имел; поэтому фирма «Тобис» могла от своего имени объявить, что «Новые времена» являются переделкой фильма «Свободу — нам». Не спросив согласия французского режиссёра, немецкая компания начала процесс под тем предлогом, что существует сходство между несколькими эпизодами обоих фильмов, как, например, работа у конвейера или аналогия между тюрьмой и рационализированным производством.
В ходе судебного процесса доводы адвокатов фирмы «Тобис» были опровергнуты показаниями Рене Клера, который, являясь большим почитателем Чаплина, сразу заявил, что был бы горд, если бы хоть в малейшей степени мог помочь своему учителю.
Свидетельство настоящего автора имело решающее значение, и фирме «Тобис» в иске было отказано.

## Музыка
Автором музыки фильма считается сам Чарли Чаплин, хотя композитор Дэвид Рэксин (также упомянутый в титрах) позднее отмечал, что фактически большинство тем написал он. Песня, которую Чарли Чаплин исполняет на «непонятном языке», поётся на мелодию французского композитора Лео Данидерфа «Ищу мою Титину» (фр. Je cherche après Titine, где «Титина» — уменьшительная форма имени «Мартина»), которую позднее исполняли и/или пародировали и другие исполнители.

## Релиз
В 1985 году фильм выпущен на VHS компанией «Playhouse Home Video», в 1989 году — «Key Video». В 1990-е годы фильм выпущен на Laserdisc.
В России в 2002 году была выпущена отреставрированная версия фильма на видеокассетах VHS и DVD изготовителем «Деваль Видео» с профессиональным одноголосым синхронным переводом. Также, на DVD выпускался с русскими субтитрами студией «Интеракт».

## Комментарии
1. ↑  В советском прокате фильм демонстрировался с 13 июля 1936 года, р/у Госкино СССР № 306/36 — дублирован в Союзинторгкино в 1936 году.